# Calamity Jane
Calamity Jane, pseudonimo di Martha Jane Canary-Burke (Princeton, 1º maggio 1852 – Terry, 1º agosto 1903), è stata un personaggio famoso dell'epoca statunitense del selvaggio West.
Considerata un'avventuriera, è entrata nella leggenda per essere stata la prima donna pistolero.

## Biografia
Era la prima dei sei figli di Robert Wilson Cannary e Charlotte M. Cannary.
Nativa del Missouri, divenne presto nota per la sua attitudine alla sregolatezza, al gioco d'azzardo, eredità del padre, e all'alcool. Per meglio comprendere le ragioni della sua celebrità è fondamentale soffermarci sulla visione puritana dell'universo femminile dell'epoca; la donna del West, madre ed educatrice, data la quasi totale assenza di scuole, ha compiti diversissimi da quella dell'East.
La vita in società è pressoché nulla, tranne che nei centri ove le regole dell'est comunque non sono applicabili e di conseguenza la stessa società si muove e si perpetua in maniera differente: alla donna spetta il ruolo predefinito crescere i figli, raccogliere gli escrementi secchi di bisonte per riscaldare la casa, abbondanti nelle praterie date le frequenti migrazioni dei bisonti in movimento (cosa che non accadeva nei centri urbani) e lavorare i campi. Tutto ciò senza contare tempeste, uragani, incendi, siccità, incursioni indiane ed ogni altro tipo di calamità.
In quest'ottica, il comportamento per certi versi anticonformista di Burke appariva singolare e riprovevole agli occhi dei più; la sua stessa attitudine all'alcool si scontrava con tale tipo di ordinamento sociale femminile. Basta citare una famosissima canzonetta dell'est che le donne amavano cantare ai mariti: "L'uomo che beve il vino rosso non avrà mai il mio cuore - l'uomo che è un bevitore di whisky non udirà mai il fruscio del mio corsetto".

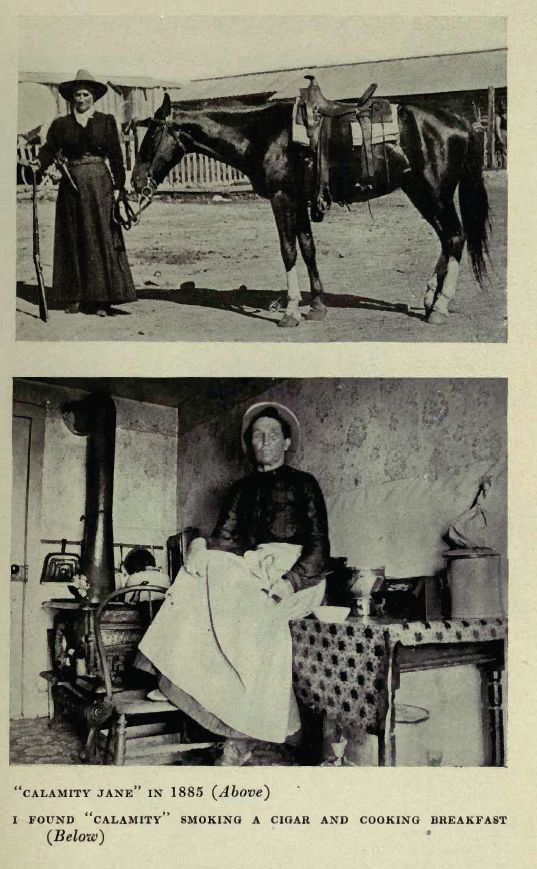
Foto di Calamity Jane nel 1885

I sopracitati elementi fecero parlare di lei, regalando alla sua memoria le definizioni di cavallerizza impareggiabile, eroina intrepida, pistolera infallibile. Che spesso vestisse da uomo ed esibisse armi è attestato da numerose fotografie, nelle quali appare ritratta ora col boccale in atto di brindare, ora in sella vestita da scout, ora col Winchester in pugno.

## La relazione con Wild Bill Hickok
Nonostante la sua fama, difficilmente riuscì a portare a termine un lavoro, anche perché licenziata molte volte, soprattutto al seguito di carovane. I capo carovanieri ed i capomandria, osteggiavano e punivano comportamenti considerati amorali e proibivano, nella stragrande maggioranza dei casi, l'utilizzo di sostanze alcoliche per tutta la durata della marcia.
In uno di questi viaggi conobbe James Butler Hickok, meglio noto con il nome di Wild Bill Hickok; pare che, al contrario della passionale relazione amorosa attribuita ai due, Wild Bill provasse per lei una forte antipatia. Ad avvalorare la tesi di una loro storia sentimentale furono trovate, solo dopo la morte del presunto padre, alcune lettere da lei indirizzate alla figlia, che affidò a un tale Jim 'O Neil. In queste Jane dichiarava alla bambina, allora di 4 anni, la paternità dell'Hickok, chiamando la figliola "Janey Hickok". A ogni modo, la vita di Burke è un susseguirsi di lavori svariati, dal Wild West Show di Buffalo Bill al lavoro di carovana, da cercatrice d'oro a, forse, prostituta.
Morì nel 1903 e, a seguito delle ipotesi sulla storia d'amore con Hickok, è stata sepolta accanto a lui, in una fossa comune coperta da un acciottolato nel cimitero di Mount Moriah, a Deadwood, nel Dakota del Sud.

## Nella cultura di massa
- Calamity Jane è interpretata da Jean Arthur nel film La conquista del West (1936) di Cecil B. DeMille.
- È interpretata da Jane Russell nel film Viso pallido (1948) di Norman Z. McLeod.
- È interpretata da Yvonne De Carlo nel film Occhio per occhio (1949) di George Sherman.
- È interpretata da Doris Day nel film Non sparare, baciami! (1953) di David Butler.
- È interpretata da Abby Dalton nel film I dominatori della prateria (1966) di David Lowell Rich.
- È interpretata da Ellen Barkin nel film Wild Bill (1995) di Walter Hill.
- Calamity Jane è un personaggio ricorrente dei fumetti Lucky Luke, inizialmente raffigurata come una criminale al pari dei Dalton, Billy the Kid e Jesse James, nell'albo a lei intitolato è re-introdotta come personaggio positivo che si dimostra essere una grande alleata e amica del cowboy, comparendo in altre storie come comparsa o co-protagonista. Compare poi in un episodio de Le nuove avventure di Lucky Luke e nel film Lucky Luke.
- Nel 1997 la Warner Bros. ha prodotto la serie animata The Legend of Calamity Jane, con protagonista una versione giovanile del personaggio.[1]
- Il suo personaggio è presente anche nel gioco di carte Bang! con il nome di Calamity Janet.
- Il personaggio di Jane Canary alias Calamity Jane compare nella serie tv e nel film Deadwood accanto al personaggio di Bill Hickok nel ruolo di pistolera che scorta una delle carovane dirette nella famosa città del South Dakota.
- La storia di Calamity Jane e Wild Bill appare in un fumetto di Tex Willer (593-595) in cui la donna vendica la morte del suo amato lasciando ad ognuno dei cinque assassini una delle carte da gioco che aveva nelle mani Wild Bill al momento della sua uccisione.
- Viene nominata da Dennis Quaid nel film Genitori in trappola.
- Viene nominata dal maggiore Marquis Warren (Samuel L. Jackson) nel film The Hateful Eight.
- È uno dei personaggi principali della serie TV Deadwood e del suo film sequel Deadwood - Il film, interpretata da Robin Weigert.

## Opere
- Calamity Jane, Lettere alla figlia, Mimesis, 2013.